# Werner Marschall

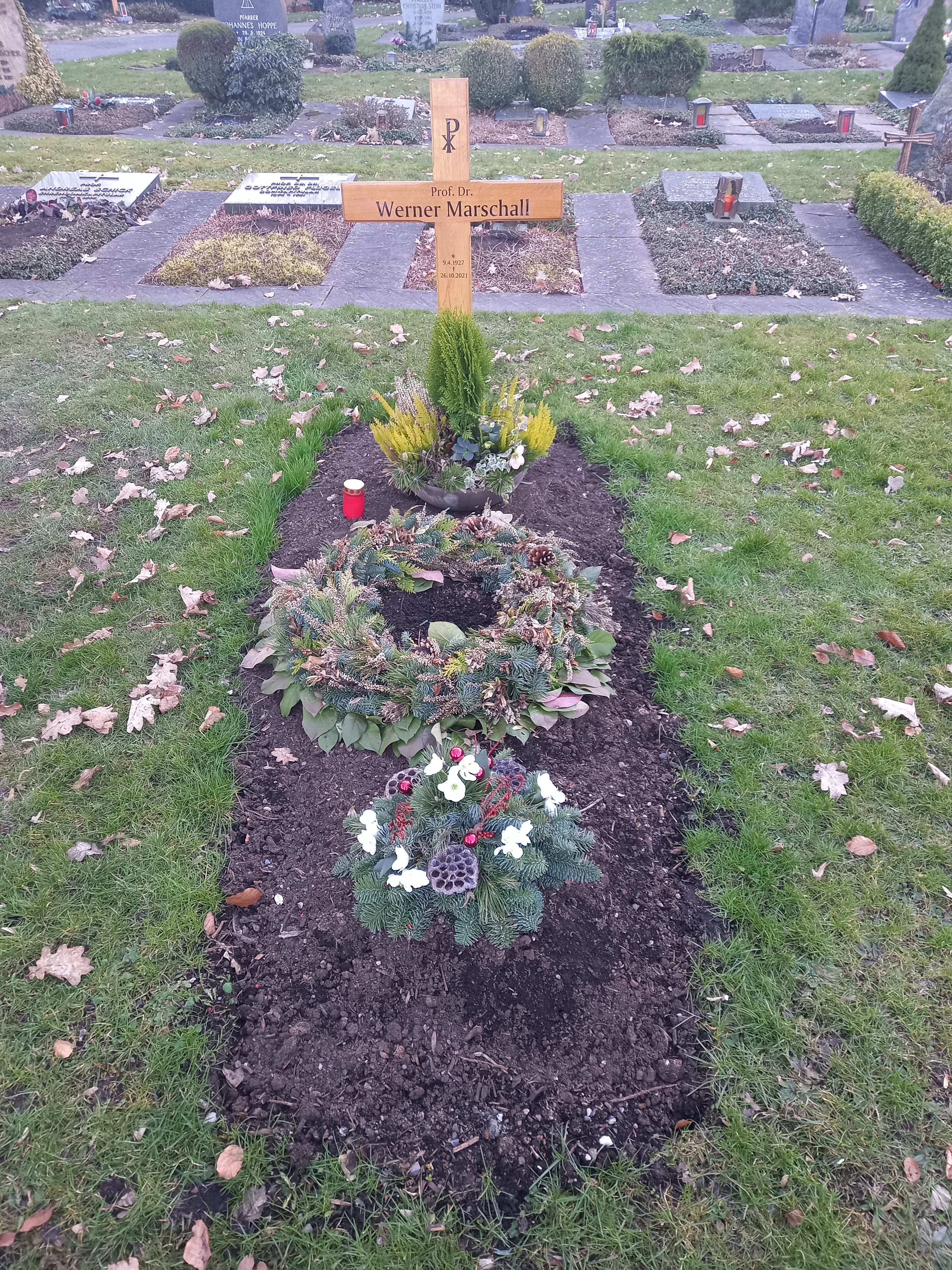
Das Grab von Werner Marschall auf dem Friedhof Frauenberg in Fulda

Werner Marschall (* 9. April 1927 in Oppeln, Provinz Oberschlesien; † 26. Oktober 2021 in Fulda) war ein römisch-katholischer Theologe. Er war ordentlicher Professor für Kirchengeschichte an der Universität Freiburg.

## Leben
Nach dem Kriegsende und der  Vertreibung aus Schlesien besuchte Werner Marschall Gymnasien in Cottbus und Usingen, wo er 1947 das Abitur ablegte. Marschall studierte Philosophie und Katholische Theologie in Königstein im Taunus, Freiburg und Neuzelle. Am 12. April 1953 empfing er durch Bischof Heinrich Wienken von Dresden-Meißen in Neuzelle die Priesterweihe und war Kaplan in Görlitz. Krankheitsbedingt kam er in den Schwarzwald, wo er drei Jahre als Vikar tätig war.
1966 wurde Marschall, dessen Familie seit 1946 in Somborn lebte, unter Beibehaltung der Inkardination im Erzbistum Breslau in das Bistum Fulda aufgenommen; 1999 erfolgte dann die Inkardination in das Bistum Fulda. 1989 wurde er zum Dekan des Konsistoriums der Apostolischen Visitatur Breslau in der Bundesrepublik Deutschland gewählt, dessen Mitglied er seit 1974 war.

## Wissenschaftlicher Werdegang
1962 wurde Marschall zum Dr. theol. promoviert. Danach war er von 1961 bis 1967 wissenschaftlicher Assistent für Kirchengeschichte an der Universität Freiburg. Nach seiner Habilitation 1970 lehrte er in Freiburg als Dozent, ab 1976 als außerplanmäßiger Professor. Von 1979 bis zu seiner Emeritierung im Oktober 1989 war Marschall ordentlicher Professor für Kirchengeschichte an der Theologischen Fakultät der Universität Freiburg.
Den Schwerpunkt der kirchengeschichtlichen Forschungen von Marschall bildete die schlesische Kirchengeschichte. Er war Mitglied der Historischen Kommission für Schlesien.

## Mitgliedschaften
- Konsistorialrat der Apostolischen Visitatur Breslau[5]
- K.St.V. Rheno-Palatia Freiburg im KV.

## Ehrungen
- Päpstlicher Kaplan (Monsignore, 1995) durch Papst Johannes Paul II.

## Schriften
- Die ältesten Kirchenpatrozinien des Archidiakonates Breslau <von den Anfängen der Christianisierung bis zum Mongolensturm 1241> und in ihnen sich widerspiegelnde Einflüsse kirchlicher, politischer und volklicher Art. Freiburg im Breisgau 1962 (Freiburg (Breisgau), Universität, theol. Dissertation vom 16. Februar 1962), (gedruckt als: Alte Kirchenpatrozinien des Archidiakonates Breslau. Ein Beitrag zur ältesten schlesischen Kirchengeschichte (= Forschungen und Quellen zur Kirchen- und Kulturgeschichte Ostdeutschlands. Bd. 3, ISSN 0532-2081). Böhlau, Köln  u. a. 1966).
- Karthago und Rom. Die Stellung der nordafrikanischen Kirche zum apostolischen Stuhl in Rom (= Päpste und Papsttum. Bd. 1). Hiersemann, Stuttgart 1971, ISBN 3-7772-7117-9 (Zugleich: Freiburg (Breisgau), Universität, theol. Habilitations-Schrift, 1970).
- Geschichte des Bistums Breslau. Theiss, Stuttgart 1980, ISBN 3-8062-0258-3.